# 南新街礼拜堂
南新街礼拜堂是中国陕西省西安市的一座基督教堂，位于新城区南新街集贤巷副1号。

## 历史
南新街礼拜堂由英国浸礼会中国牧师张子宜等人建于1919年。教堂原占地11亩，可容纳500人，附属房屋20多间。礼拜堂上的砖瓦雕刻精美的花纹。1950年代，教会所办小学改为公办，占地缩小为1.53亩。1958年，西安市基督教实行联合礼拜，南新街礼拜堂为保留的4个礼拜堂之一。文化大革命期间，教堂被西安市美术公司占用。1980年重新开放。陕西省、西安市基督教两会均设于此。
2005年，南新街礼拜堂公布为西安市保护性建筑。2016年6月6日公布为西安市文物保护单位。